# マッキーズポート (ペンシルベニア州)
マッキーズポート（英: McKeesport）は、アメリカ合衆国ペンシルベニア州のアレゲーニー郡にある都市。人口は1万7727人（2020年）。ピッツバーグ都市圏に属している。モノンガヒラ川とヤカゲーニー川が合流する地点に位置している。
1795年に入植開始。地名は設立者ジョン・マッキーにちなんでいる。1830年頃までは農村だったが、石炭採掘が始まると工業が盛んになった。瀝青炭の大きな埋蔵があった。
マッキーズポートは1842年にボロとして、1891年に市として法人化された。人口は20世紀半ばまで着実に増え続け、1940年代がピークだった。1900年では34,227人、1910年で42,694人、1920年で45,975人、1940年で55,355人だった。鋼管のメーカーであるナショナル・チューブ・ワークスは最盛期には約1万人を雇用していた。1940年代から鉄鋼産業の低迷の影響で市の人口は減少傾向となった。100円ショップのG・C・マーフィが最初の店を開いた場所である。

## 歴史

### 開拓初期
フィラデルフィア出身の初期開拓者で、デイビッド・マッキーの息子のジョン・マッキーがモノンガヒラ川とヤカゲーニー川が合流する地点近くに丸太小屋を建てた。その場所が現在のマッキーズポートになっている。マッキーは父がやっていた川の渡し船業を引き継いだ後、マッキーの港と呼ばれることになる都市の計画を立てた。マッキーは「ピッツバーグ・ガゼット」紙にその提案を載せ、新しい住民が土地を20ドルで買える計画を打ち上げた（土地の新しい所有者が「劣っている」場所に苦情を言わないよう、区画を配分するために籤が使われた）。
フレンチ・インディアン戦争の頃、ジョージ・ワシントンがその友人であり、セネカ族インディアンの支配者アリクィッパ女王を訪問するためにしばしばマッキーズポートを訪れた。1795年にマッキー一家が入植した後、石炭の採掘が始まった1830年に町は成長を始めた。最初の学校校舎が1832年に建てら、ジェイムズ・E・ヒューイが初代校長になった（マッキーズポートのヒューイ通りはこのヒューイにちなむ命名である）。市で最初の製鋼所は1851年に設立された。
1872年、ナショナル・チューブ社が開所され、USスチールの一部になった。同社の開所直後の時代に、アメリカ合衆国国勢調査局に拠れば、国内でも最も成長速度の高い自治体になっていた。アメリカ合衆国東部の他の地域、イタリア、ドイツ、ロシア、ポーランド、チェコスロバキア、ハンガリーから家族連れの労働者が移って来た。その大半はナショナル・チューブ社で働いた。

### 1900年代
1900年代、マッキーズポートは製鉄業の中心として、全国的な重要都市になった。市の人口は1940年に55,355人でピークに達した。
ナショナル・チューブ社が1980年代に閉鎖され、モン・バレーにあったUSスチールの他の製鉄工場を続いた。地域開発機関の助けを得て、市は元製鋼所があった場所の再活性化に取り組んでいる。

### ケネディ対ニクソン討論
1947年4月22日、当時はアメリカ合衆国下院議員だったリチャード・ニクソンとジョン・F・ケネディが、5回行った討論の第1回目をマッキーズポートで行った。この時の議題は労働問題だった。それから13年後の1960年に、両者はテレビ中継された大統領選挙の討論で再度戦うことになった。

### 大火
マッキーズポートの歴史を通じて、数回の火事が市内で大きな損害を出させてきた。それぞれの損害額は下記の通りであるが、インフレ効果を見れば、現在の価値に直すともっと大きな額になるはずである。
| 年月日        | 被害を受けた場所                                                       | 損害額        |
| ------------- | ---------------------------------------------------------------------- | ------------- |
| 1917年1月24日 | 5番通りとシンクレア通り - ノーマンディ・ビル                           | 50,000ドル    |
| 1920年2月8日  | 5番通りとストロベリー通り - クラウン・チョコレート社、フェイマス百貨店 | 1,000,000ドル |
| 1954年1月21日 | 5番アベニュー551 - モントレー・イン & エース・ウォール製紙社           | 150,000ドル   |
| 1976年5月21日 | 5番アベニュー & マーケット通り - フェイマス百貨店(1)                   |               |
| 2006年5月8日  | ローワー第10区(2)                                                      |               |
| 2008年7月11日 | カズン通り520のハイビュー庭園(3)                                       |               |

(1) マッキーズポート中心街のフェイマス百貨店の火事は、ジェニーリンド通りの周辺の企業や家屋14棟と、多方向に広がった。火は南に広がって、エルクス・テンプル、マーケット通り学校を破壊し、6番通りを越えてストリフラーの葬儀社に損害を与え、東のマーケット通りを越えてカダーの衣料品店、本屋、オッドの趣味の店、ファーマーズプライド・チキンの店、コニー・グリル・レストランが入ったビルを破壊し、マッキーズポート・シネマとマッキーズポート国定銀行支店に損傷を与えた。火は5番アベニューも越えてケリー・ビルに移り、アップル・ショップ、フェイグス・ベイカリー、ナタルのスポーツ用品店にも被害を与えた。
(2) 1時間の間に複数の不審火が起こった。夜間に2ブロックから3ブロックの範囲で商業ビル1棟と、住宅ビル2棟に放火があった
(3) 早朝火事で、逃げ遅れた住民約30人が救出され、特に重大なけが人はなかった。消防署と警察および救急隊員が合同で活躍した

## 地理
マッキーズポート市は 北緯40度20分38秒 西経79度50分56秒 / 北緯40.34389度 西経79.84889度 (40.343919, -79.848844)に位置している。マッキーズポートはピッツバーグの上流（南）約12マイル (19 km) に位置し、モノンガヒラ川とヤカゲーニー川が合流する地点にある。
アメリカ合衆国国勢調査局に拠れば、市域全面積は5.4平方マイル (14 km2)であり、このうち陸地5.0平方マイル (13 km2)、水域は0.4平方マイル (1.0 km2)で水域率は7.06%である

## 気候
マッキーズポートの気候は、暑く湿気た夏と、概して温暖から冷涼な冬が特徴である。ケッペンの気候区分に拠れば、温帯湿潤気候にあり、略号は "Cfa" である。
| Mマッキーズポートの気候 | Mマッキーズポートの気候 | Mマッキーズポートの気候 | Mマッキーズポートの気候 | Mマッキーズポートの気候 | Mマッキーズポートの気候 | Mマッキーズポートの気候 | Mマッキーズポートの気候 | Mマッキーズポートの気候 | Mマッキーズポートの気候 | Mマッキーズポートの気候 | Mマッキーズポートの気候 | Mマッキーズポートの気候 | Mマッキーズポートの気候 |
| 月                      | 1月                     | 2月                     | 3月                     | 4月                     | 5月                     | 6月                     | 7月                     | 8月                     | 9月                     | 10月                    | 11月                    | 12月                    | 年                      |
| ----------------------- | ----------------------- | ----------------------- | ----------------------- | ----------------------- | ----------------------- | ----------------------- | ----------------------- | ----------------------- | ----------------------- | ----------------------- | ----------------------- | ----------------------- | ----------------------- |
| 平均最高気温 °C （°F）  | 4 (39)                  | 4 (40)                  | 10 (50)                 | 17 (63)                 | 22 (71)                 | 27 (80)                 | 29 (84)                 | 28 (83)                 | 24 (76)                 | 18 (64)                 | 12 (53)                 | 6 (42)                  | 16.8 (62.1)             |
| 平均最低気温 °C （°F）  | −6 (22)                 | −6 (22)                 | −2 (29)                 | 4 (39)                  | 8 (47)                  | 14 (57)                 | 16 (61)                 | 16 (60)                 | 12 (53)                 | 5 (41)                  | 1 (33)                  | −4 (25)                 | 4.8 (40.8)              |
| 降水量 mm （inch）      | 69 (2.7)                | 58 (2.3)                | 81 (3.2)                | 81 (3.2)                | 94 (3.7)                | 97 (3.8)                | 91 (3.6)                | 84 (3.3)                | 80 (3)                  | 58 (2.3)                | 64 (2.5)                | 66 (2.6)                | 923 (36.2)              |
| 出典：Weatherbase       |                         |                         |                         |                         |                         |                         |                         |                         |                         |                         |                         |                         |                         |

## 人口動態
市の人口は第二次世界大戦時をピークとして、その3分の1以下に減少した。
以下は2000年国勢調査による人口統計データである。
| 基礎データ - 人口: 24,040 人 - 世帯数: 9,655 世帯 - 家族数: 5,976 家族 - 人口密度: 1,856.4人/km2（4,806.9 人/mi2） - 住居数: 11,124 軒 - 住居密度: 859.0軒/km2（2,224.3 軒/mi2） 人種別人口構成 - 白人: 72.40% - アフリカン・アメリカン: 24.46% - ネイティブ・アメリカン: 0.27% - アジア人: 0.12% - 太平洋諸島系: 0.01% - その他の人種: 0.59% - 混血: 2.14% - ヒスパニック・ラテン系: 1.50% 年齢別人口構成 - 18歳未満: 25.4% - 18-24歳: 7.5% - 25-44歳: 24.8% - 45-64歳: 21.3% - 65歳以上: 20.9% - 年齢の中央値: 40歳 - 性比（女性100人あたり男性の人口） - 総人口: 84.8 - 18歳以上: 76.8 | 世帯と家族（対世帯数） - 18歳未満の子供がいる: 28.6% - 結婚・同居している夫婦: 34.7% - 未婚・離婚・死別女性が世帯主: 21.9% - 非家族世帯: 38.1% - 単身世帯: 33.9% - 65歳以上の老人1人暮らし: 15.7% - 平均構成人数 - 世帯: 2.35人 - 家族: 3.01人 収入と家計 - 収入の中央値 - 世帯: 23,715米ドル - 家族: 31,577米ドル - 性別 - 男性: 27,412米ドル - 女性: 21,977米ドル - 人口1人あたり収入: 13,242米ドル - 貧困線以下 - 対人口: 23.0% - 対家族数: 18.1% - 18歳未満: 35.9% - 65歳以上: 12.1% |

マッキーズポートの人口は多様な人種と民族の集まりである。この文化遺産を祝すために毎年民族料理祭を開催しており、町は国際村と呼ばれる。1960年から毎年3日間開催される祭はピッツバーグ地域最大級かつ最古の民族祭であり、アフリカ、中国、クロアチア、イングランド、フランス、ドイツ、ギリシャ、ハワイ、アイルランド、イタリア、レバノン、地中海、メキシコ、ポーランド、セルビア、スロベニア、スウェーデン、ベトナムの料理が出される。

## 地域サービス

### 警察と法の執行
マッキーズポート警察署には55人の常勤と10人のパートタイム警察官がいる。アレゲーニー郡の中で独自の捜査局と交通部があることでは数少ない警察署である。捜査局には少年、薬物、コンピュータ犯罪、刑事犯を対象にする4つの部がある。近くのホワイトオークに駐在所があるアレゲーニー郡警察署と密接に協業している。2013年7月時点で、薬物乱用防止教育、川における救助、特殊部隊、交通部、バイクパトロールに参加する部隊がある。刑事、交通、警察犬などの特殊部隊もある。

### 消防
2013年7月3日時点で、マッキーズポート消防署には2つの駐屯所がある。第1駐屯所は消防署の管理本部であり、中心街に隣接するライル大通り201の公衆安全ビルに入っている。第2駐屯所はレンジーハウゼン公園のエデンパーク大通りとチューリップ・ドライブの交差点にある。

### 救急医療
救急対応はマッキーズポート救急救援サービスが対応し、救急車は5両備えている。エバンス・アベニュー1604を拠点にしている。

### 病院
ピッツバーグ大学医療センター・マッキーズポートは1894年の設立であり、急性患者用の216床と、熟練看護を要する患者用に56床を備えている。5番アベニュー1500にあり、1998年4月にピッツバーグ大学医療センターのネットワークに入った。集中治療室や心疾患集中治療室に加えて、心疾患、神経疾患、整形の診断がある患者にリハビリテーションや教育を提供している。最新式の救急隊王室が1999年12月に開設された。

## 周辺と隣接する町
- ドラボスバーグ、モノンガヒラ川の対岸、W・D・マンスフィールド記念橋の向こう
- デュケーン、モノンガヒラ川の対岸、マッキーズポート・デュケーン橋の向こう
- バーセイルズ
- ポートブー
- ホワイトオーク
- ノースバーセイルズ（マッキーズポートのハイランドグローブ地区の北に接する）

## ランドマーク
- レンジーハウゼン公園薔薇園と樹木園
- ペンシルベニア州立大学アレゲーニー・キャンパス
- マッキーズポート地域高校
- グレート・アレゲーニー・パッセージ・トレイル
- デッドマンズ・ホロー
- スティール・バレー・トレイル
- ヤカゲーニー川トレイル
- セントメアリーズ・ドイツ教会
- マッキーズポート国定銀行
- コックスの百貨店
- カーネギー・フリー図書館
- ジェローム通り橋
- マッキーズポート・マリーナ

## 著名な出身者
- バイロン・ジャニス、ピアニスト
- デュアン・マイケルズ、写真家
- ヘレン・リッチー、商業航空便で初の女性パイロット

## ギャラリー

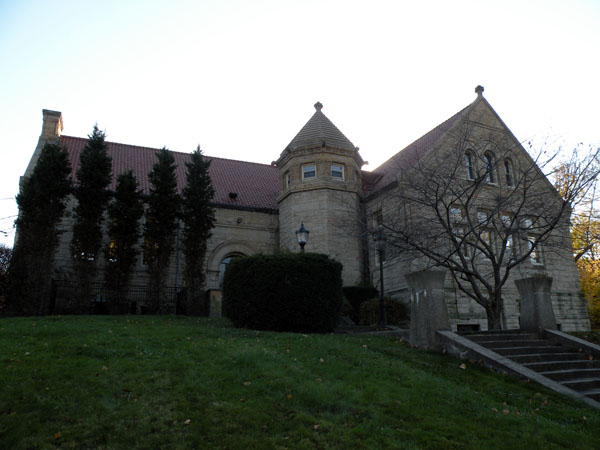
カーネギー・フリー図書館、1902年建設
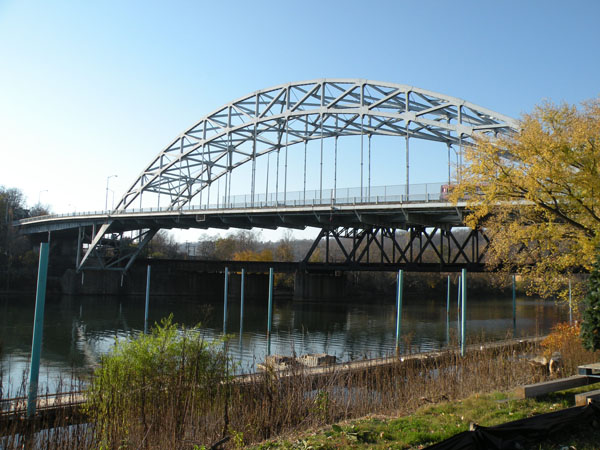
ジェローム通り橋
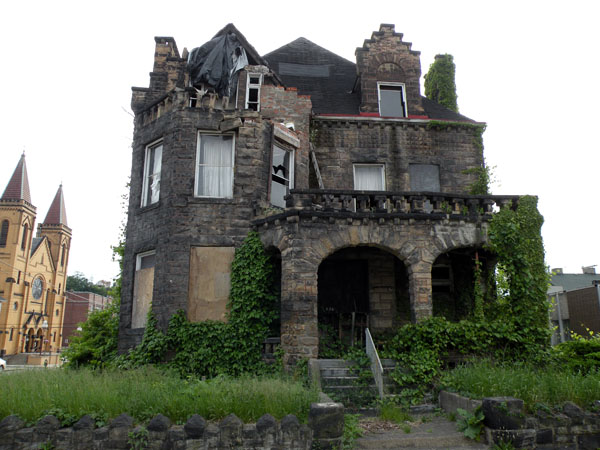
ヒッツロット邸、1892年建設
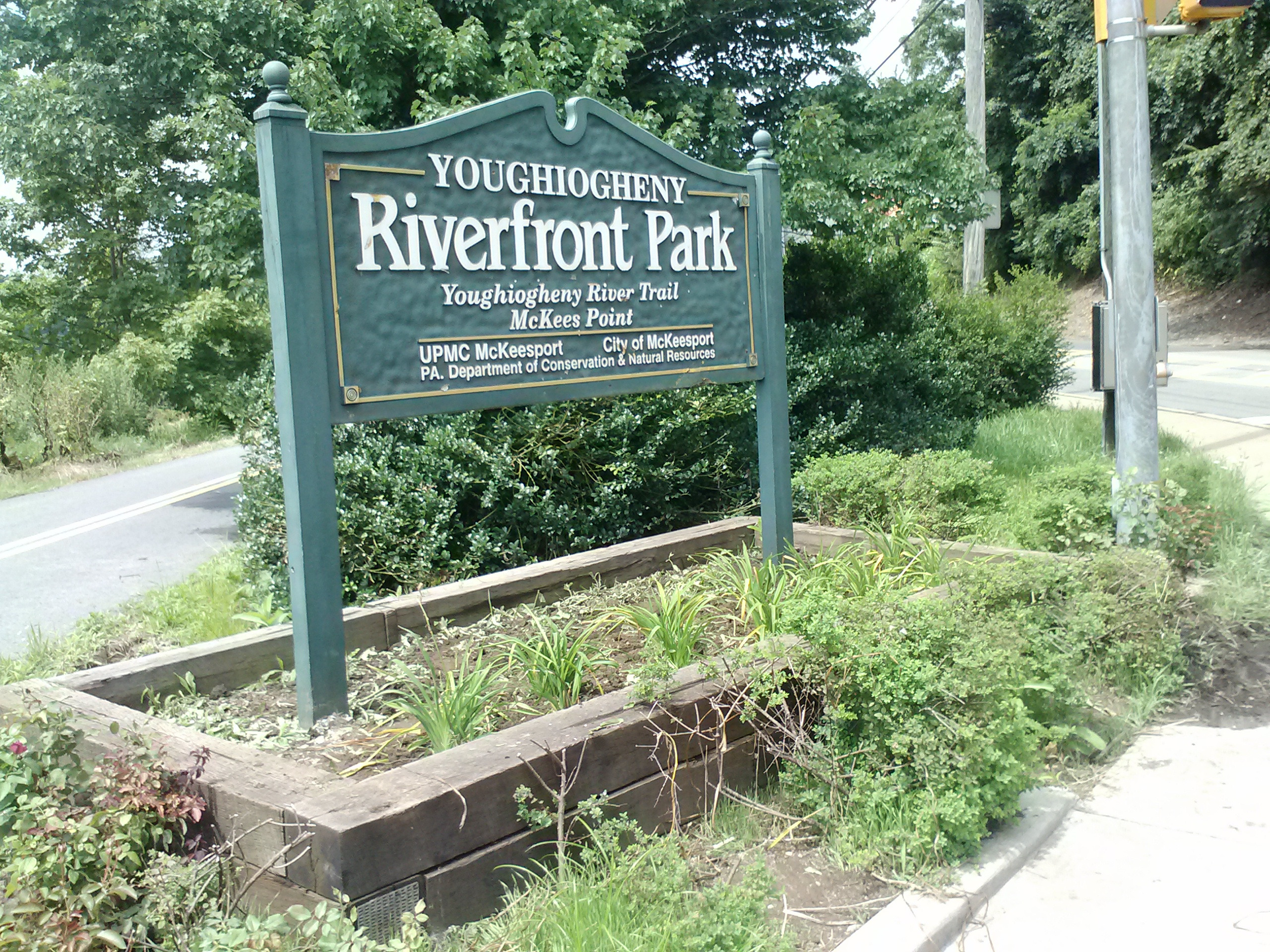
ヤカゲーニー川トレイルの標識